# Puchar Świata w skeletonie 2023/2024
Sezon 2023/2024 Pucharu Świata w skeletonie – 38. sezon Pucharu Świata w skeletonie. Rywalizacja rozpoczęła się 17 listopada 2023 r. w chińskim Yanqing, a zakończyła 21 marca 2024 r. w amerykańskim Lake Placid. Łącznie zorganizowano 18 konkursów: 8 dla kobiet, 8 dla mężczyzn oraz 2 dla drużyn mieszanych.
Podczas sezonu 2023/2024 odbyły się dwie imprezy, na których rozdane zostały medale. Na początku lutego, w ramach zawodów Pucharu Świata, rozegrane zostały mistrzostwa Europy w Siguldzie, natomiast pod koniec tego miesiąca odbyły się z kolei mistrzostwa świata w Winterbergu.
Obrońcami Kryształowych Kul byli reprezentanci Niemiec: wśród kobiet Tina Hermann, zaś wśród mężczyzn Christopher Grotheer.

## Punktacja
Od sezonu 2007/2008 za miejsca zajęte w konkursie Pucharu Świata zawodnicy otrzymują punkty według następującej tabeli: 
| Miejsce | 1   | 2   | 3   | 4   | 5   | 6   | 7   | 8   | 9   | 10  | 11  | 12  | 13  | 14  | 15  | 16 | 17 | 18 | 19 | 20 | 21 | 22 | 23 | 24 | 25 | 26 | 27 | 28 | 29 | 30 |
| Punkty  | 225 | 210 | 200 | 192 | 184 | 176 | 168 | 160 | 152 | 144 | 136 | 128 | 120 | 112 | 104 | 96 | 88 | 80 | 74 | 68 | 62 | 56 | 50 | 45 | 40 | 36 | 32 | 28 | 24 | 20 |

## Kalendarz Pucharu Świata
| Lp.                                           | Data              | Miejscowość  | Konkurencja      | 1. miejsce                                 | 2. miejsce                                | 3. miejsce                                                                                      |
| --------------------------------------------- | ----------------- | ------------ | ---------------- | ------------------------------------------ | ----------------------------------------- | ----------------------------------------------------------------------------------------------- |
| 1.                                            | 17 listopada 2023 | Yanqing      | Kobiety          | Tina Hermann                               | Zhao Dan                                  | Mirela Rahneva                                                                                  |
| 1.                                            | 17 listopada 2023 | Yanqing      | Mężczyźni        | Christopher Grotheer                       | Chen Wenhao                               | Yan Wengang                                                                                     |
| 2.                                            | 8 grudnia 2023    | La Plagne    | Kobiety          | Tabitha Stoecker                           | Mystique Ro                               | Kimberley Bos                                                                                   |
| 2.                                            | 8 grudnia 2023    | La Plagne    | Mężczyźni        | Jung Seung-gi                              | Matt Weston                               | Marcus Wyatt Christopher Grotheer                                                               |
| 3.                                            | 15 grudnia 2023   | Igls         | Kobiety          | Kimberley Bos                              | Valentina Margaglio                       | Tabitha Stoecker                                                                                |
| 3.                                            | 15 grudnia 2023   | Igls         | Mężczyźni        | Matt Weston                                | Jung Seung-gi                             | Felix Keisinger                                                                                 |
| 4.                                            | 12 stycznia 2024  | Sankt Moritz | Kobiety          | Kimberley Bos                              | Valentina Margaglio                       | Katie Uhlaender                                                                                 |
| 4.                                            | 12 stycznia 2024  | Sankt Moritz | Mężczyźni        | Amedeo Bagnis                              | Christopher Grotheer                      | Jung Seung-gi                                                                                   |
| 4.                                            | 12 stycznia 2024  | Sankt Moritz | Drużyny mieszane | Włochy Valentina Margaglio · Amedeo Bagnis | Niemcy Susanne Kreher · Felix Keisinger   | Niemcy Jacqueline Pfeifer · Felix Seibel                                                        |
| 5.                                            | 26 stycznia 2024  | Lillehammer  | Kobiety          | Hannah Neise                               | Mystique Ro                               | Kimberley Bos                                                                                   |
| 5.                                            | 26 stycznia 2024  | Lillehammer  | Mężczyźni        | Christopher Grotheer                       | Axel Jungk                                | Felix Seibel                                                                                    |
| 6.                                            | 2 lutego 2024     | Sigulda      | Kobiety          | Mirela Rahneva                             | Kim Meylemans                             | Hannah Neise                                                                                    |
| 6.                                            | 2 lutego 2024     | Sigulda      | Mężczyźni        | Yin Zheng                                  | Marcus Wyatt                              | Matt Weston                                                                                     |
| 30. Mistrzostwa Europy IBSF 2024 – Sigulda    |                   |              |                  |                                            |                                           |                                                                                                 |
| 7.                                            | 16 lutego 2024    | Altenberg    | Kobiety          | Tina Hermann                               | Susanne Kreher                            | Mystique Ro                                                                                     |
| 7.                                            | 16 lutego 2024    | Altenberg    | Mężczyźni        | Yin Zheng                                  | Christopher Grotheer                      | Matt Weston                                                                                     |
| 7.                                            | 16 lutego 2024    | Altenberg    | Drużyny mieszane | Niemcy Susanne Kreher · Axel Jungk         | Czechy Anna Fernstädt · Timon Drahoňovský | Stany Zjednoczone Katie Uhlaender · Austin Florian · Niemcy Hannah Neise · Christopher Grotheer |
| 67. Mistrzostwa Świata IBSF 2024 – Winterberg |                   |              |                  |                                            |                                           |                                                                                                 |
| 8.                                            | 21 marca 2024     | Lake Placid  | Kobiety          | Mystique Ro                                | Kim Meylemans                             | Kimberley Bos                                                                                   |
| 8.                                            | 21 marca 2024     | Lake Placid  | Mężczyźni        | Yin Zheng                                  | Marcus Wyatt                              | Amedeo Bagnis                                                                                   |

## Klasyfikacje

### Kobiety
| Miejsce | Pilot               | Kraj              | YAN | LPG | IGL | STM | LIL | SIG | ALT | LPD | Punkty |
| ------- | ------------------- | ----------------- | --- | --- | --- | --- | --- | --- | --- | --- | ------ |
| 1.      | Kimberley Bos       | Holandia          | 8   | 3   | 1   | 1   | 3   | 6   | 5   | 3   | 1570   |
| 2.      | Kim Meylemans       | Belgia            | 5   | 7   | 6   | 13  | 5   | 2   | 14  | 2   | 1364   |
| 3.      | Valentina Margaglio | Włochy            | 9   | 6   | 2   | 2   | 19  | 13  | 9   | 6   | 1270   |
| 4.      | Janine Flock        | Austria           | 6   | —   | 4   | 7   | 4   | 5   | 7   | 7   | 1248   |
| 5.      | Tina Hermann        | Niemcy            | 1   | 9   | 11  | 5   | 14  | 15  | 1   | 15  | 1242   |
| 6.      | Jacqueline Pfeifer  | Niemcy            | —   | 4   | 8   | 6   | 9   | 9   | 6   | 5   | 1192   |
| 7.      | Hannah Neise        | Niemcy            | —   | 5   | 9   | 10  | 1   | 3   | 8   | 14  | 1177   |
| 8.      | Mystique Ro         | Stany Zjednoczone | —   | 2   | 19  | 8   | 2   | 16  | 3   | 1   | 1175   |
| 9.      | Susanne Kreher      | Niemcy            | 4   | DNS | 12  | 4   | 13  | 7   | 2   | 12  | 1138   |
| 10.     | Tabitha Stoecker    | Wielka Brytania   | —   | 1   | 3   | 21  | 12  | 14  | 10  | 8   | 1031   |

### Mężczyźni
| Miejsce | Pilot                | Kraj             | YAN | LPG | IGL | STM | LIL | SIG | ALT | LPD | Punkty |
| ------- | -------------------- | ---------------- | --- | --- | --- | --- | --- | --- | --- | --- | ------ |
| 1.      | Matt Weston          | Wielka Brytania  | 10  | 2   | 1   | 4   | 8   | 3   | 3   | 4   | 1523   |
| 2.      | Christopher Grotheer | Niemcy           | 1   | 3   | 5   | 2   | 1   | 9   | 2   | 17  | 1494   |
| 3.      | Yin Zheng            | Chiny            | 5   | 19  | 10  | 5   | 4   | 1   | 1   | 1   | 1453   |
| 4.      | Jung Seung-gi        | Korea Południowa | 4   | 1   | 2   | 3   | 9   | 17  | 4   | 35  | 1269   |
| 5.      | Marcus Wyatt         | Wielka Brytania  | 7   | 3   | 9   | 12  | 31  | 2   | 7   | 2   | 1254   |
| 6.      | Amedeo Bagnis        | Włochy           | 13  | 6   | 6   | 1   | 25  | 10  | 10  | 3   | 1225   |
| 7.      | Felix Keisinger      | Niemcy           | —   | 7   | 3   | 9   | 5   | 4   | 5   | 13  | 1200   |
| 8.      | Felix Seibel         | Niemcy           | —   | 9   | 13  | 7   | 3   | 8   | 6   | 11  | 1112   |
| 9.      | Craig Thompson       | Wielka Brytania  | 9   | 5   | 4   | 13  | 12  | 12  | 19  | 15  | 1082   |
| 10.     | Chen Wenhao          | Chiny            | 2   | 18  | 8   | 11  | 11  | 6   | 12  | —   | 1026   |
|         |                      |                  |     |     |     |     |     |     |     |     |        |
| 37.     | Władysław Poływacz   | Polska           | —   | 32  | 30  | —   | 33  | 28  | —   | —   | 78     |